# Světový pohár ve skocích na lyžích 2014/2015
Světový pohár ve skocích na lyžích 2014/2015 byl 36. ročníkem pro muže a 4. ročníkem pro ženy. Muži zahájili světový pohár prvním závodem 23. listopadu 2014 v německém Klingenthalu, ženy 5. prosince 2014 na můstcích Lysgårdsbakken v norském Lillehammeru.

## Kalendář

### Muži
| Závod                 | Datum        | Podrobnosti           | Místo                  | Vítěz                      | Výsledky | Lídr SP         | Lídr SP Družstva |
| --------------------- | ------------ | --------------------- | ---------------------- | -------------------------- | -------- | --------------- | ---------------- |
| 1. Družstva           | 22. listopad | HS 140 večerní        | Klingenthal            | Finsko                     |          |                 | Finsko           |
| 1.                    | 23. listopad | HS140                 | Klingenthal            | Roman Koudelka             |          | Roman Koudelka  | Finsko           |
| 2.                    | 28. listopad | HS 142 večerní        | Ruka                   | Simon Ammann               |          | Simon Ammann    | Finsko           |
| 3.                    | 29. listopad | HS 142 večerní        | Ruka                   | Simon Ammann Noriaki Kasai |          | Simon Ammann    | Finsko           |
| 4.                    | 6. prosinec  | HS 138 večerní        | Lillehammer            | Gregor Schlierenzauer      |          | Simon Ammann    | Finsko           |
| 5.                    | 7. prosinec  | HS 138                | Lillehammer            | Roman Koudelka             |          | Roman Koudelka  | Finsko           |
| 6.                    | 13. prosinec | HS 134 večerní        | Nižnij Tagil           | Anders Fannemel            |          | Anders Fannemel | Finsko           |
| 7.                    | 14. prosinec | HS 134 večerní        | Nižnij Tagil           | Severin Freund             |          | Anders Fannemel | Finsko           |
| 8.                    | 20. prosinec | HS 137                | Engelberg              | Richard Freitag            |          | Anders Fannemel | Finsko           |
| 9.                    | 21. prosinec | HS 137                | Engelberg              | Roman Koudelka             |          | Anders Fannemel | Finsko           |
| Turné čtyř můstků     |              |                       |                        |                            |          | Anders Fannemel | Finsko           |
| 10.                   | 29. prosinec | HS 137                | Oberstdorf             | Stefan Kraft               |          | Michael Hayböck | Finsko           |
| 11.                   | 1. leden     | HS 140                | Garmisch-Partenkirchen | Anders Jacobsen            |          | Michael Hayböck | Finsko           |
| 10.                   | 4. leden     | HS 130                | Innsbruck              | Richard Freitag            |          | Michael Hayböck | Finsko           |
| 11.                   | 6. leden     | HS 140 večerní        | Bischofshofen          | Michael Hayböck            |          | Michael Hayböck | Finsko           |
| Vítěz Michael Hayböck |              |                       |                        |                            |          |                 |                  |
| 12.                   | 10. leden    | HS 225 lety na lyžích | Tauplitz               | [[]]                       |          |                 |                  |
| 13.                   | 11. leden    | HS 225 lety na lyžích | Tauplitz               | [[]]                       |          |                 |                  |